# Golden Flower
Golden Flower (стил. под маюскул) — дебютный студийный альбом российской певицы и видеоблогера Tatarka.

## История
Этот альбом писался в не самый простой период моей жизни, и он значит для меня очень многое, именно работа над ним помогала мне двигаться дальше и не пасть духом.
Об альбоме стало известно впервые в 2017 году. Во время интервью с The Flow Tatarka сказала, что альбом выйдет на двух языках: татарском и английском. 11 сентября 2020 года было раскрыто название альбома и была объявлена запланированная дата выхода — 25 сентября, позже оказавшейся датой предзаказа.
30 октября 2020 года состоялся официальный релиз альбома на лейбле Warner Music Russia. Вместе с альбомом был выпущен клип на песню «Kawaii». Позднее певица совместно с интернет-сервисом потокового аудио Spotify выпустила англо-русско-татарский словарь для перевода песен.

### Синглы
25 сентября 2020 года был выпущен ведущий сингл из альбома «Vroom». В этот же день альбом Golden Flower стал доступным для предзаказа, а 16 октября состоялся релиз второго сингла из альбома «Bubblegum».

## Отзывы
На музыкальном сайте The Flow отметили, что «в новом релизе Смелая не держится в рамках одного жанра, сочетая трэп и клауд-рэп с техно и EDM», а Ульяна Пирогова из ТНТ Music заметила, что в альбоме Tatarka объединила «хип-хоп-грув, танцевальный поп и этнические мотивы».
Дарья Гладких, рецензент издания Собака.ru, сказала, что «на пластинке рэперша ловко миксует куплеты на татарском и английском языках и уверенно даёт понять слушателям, что музыка может быть разной».

## Список композиций
Все треки были написаны и спродюсированы самой Tatarka и Danny Zuckerman.
| №                   | Название            | Длительность |
| ------------------- | ------------------- | ------------ |
| 1.                  | «Aye»               | 3:25         |
| 2.                  | «Lolita»            | 3:33         |
| 3.                  | «Kawaii»            | 2:07         |
| 4.                  | «Bubblegum»         | 3:16         |
| 5.                  | «Icy»               | 2:46         |
| 6.                  | «Bring the Noise»   | 2:37         |
| 7.                  | «Loco»              | 2:39         |
| 8.                  | «Vroom»             | 3:31         |
| 9.                  | «Papi»              | 4:02         |
| 10.                 | «Boys & Girls»      | 3:06         |
| Общая длительность: | Общая длительность: | 31:05        |

#### Комментарии
- Названия всех песен стилизованы под маюскул.

## Чарты
| Чарт (2020)                                 | Высшая позиция |
| ------------------------------------------- | -------------- |
| Russia Apple Music Top Albums (Apple Music) | 29             |